# Cartiu
Cartiu – wieś w Rumunii, w okręgu Gorj, w gminie Turcinești. W 2011 roku liczyła 469 mieszkańców.